# Geodis Park
Il Geodis Park, noto anche come Nashville SC Stadium e Nashville Fairgrounds Stadium, è uno stadio di calcio di Nashville, in Tennessee, costruito dove un tempo sorgeva il Nashville Fairgrounds, un'area fieristica della medesima città. Lo stadio da 30.000 posti è la sede del Nashville, militante nella MLS, la quale ha deciso di abbandonare il Nissan Stadium di Nashville.

## Storia

### L'idea iniziale
Nel dicembre 2016 è stato presentato una prima bozza del progetto finale che prevedeva un costo di costruzione di 275 milioni di dollari. L'intenzione era di far pagare al miliardario John Ingram "25 milioni di dollari in anticipo e 9 milioni di dollari all'anno per 30 anni, in modo da arrivare a saldare il debito di 13 milioni all'anno contratto dalla città Metropolitana per l'emissione di obbligazioni pari a 225 dollari". Inoltre, si sarebbero dovuti spendere 40 milioni di dollari per il rinnovamento del Nashville Fairgrounds.
Come parte del partenariato pubblico-privato, il sindaco Megan Barry promise di donare "10 acri di terreno fieristico di proprietà della città per uno sviluppo dell'area vicino allo stadio" agli sviluppatori, incluso Ingram. Inoltre, il Consiglio metropolitano di Nashville e della contea di Davidson approvò un contributo di 25 milioni di dollari nel 2018 e altri 5 milioni di dollari vennero approvati direttamente dall'ufficio del sindaco David Briley nel febbraio 2019, per un totale di 37,6 milioni di dollari.
Lo stadio entrò a far parte di un progetto di riqualificazione del quartiere fieristico che comprendeva anche uno spazio per eventi espositivi, nuovi edifici commerciali e residenziali e un Nashville Fairgrounds Speedway ridisegnato, in grado di ospitare eventi della NASCAR Cup Series.
Nel febbraio 2019, la costruzione dello stadio venne ritardata ed il suo budget aumentato; il primo costruttore, Ely Concrete, abbandonò il progetto e fu sostituito dalla TRC Construction Services. Il cambio dell'impresa e la conseguente revisione della spesa, nell'agosto 2019 portò a prevedere una spesa complessiva "tra 325 e 345 milioni di dollari", con un aumento compreso tra 50 e 70 milioni di dollari in più rispetto alle stime iniziali, a carico del miliardario Ingram e degli altri investitori, non dei contribuenti.
Dopo alcuni intoppi burocratici, si diede come fine dei lavori nel 2020, ma nel 2019 venne comunicato che il Nashville avrebbe iniziato a giocare nello stadio nel 2022.

### Revisione degli accordi e costruzione
Il 13 febbraio 2020 i contratti relativi all'accordo sullo stadio vennero modificati per consentire l'inizio della costruzione sull'area individuata. Il nuovo accordo modificato, raggiunto dal sindaco John Cooper e dal proprietario del club, John R. Ingram, prevedeva che la squadra avrebbe finanziato il 100% dei costi di costruzione dello stadio sul sito della fiera. Il budget per finanziare l'opera sarebbe stato raccolto attraverso canoni di locazione sullo stadio, investimenti privati e entrate raccolte dai partecipanti agli eventi allo stadio. Il Nashville SC si impegnò anche a pagare le infrastrutture nelle immediate vicinanze dello stadio, con un costo stimato di 19 milioni di dollari, ed anche 35 milioni di dollari in canoni di locazione. Complessivamente, il team accettò di corrispondere un totale di 54 milioni di dollari in pagamenti aggiuntivi.
Il 16 marzo 2020 iniziò la demolizione delle strutture sul sito della fiera ed il 9 aprile successivo, Ian Ayre pubblicò una lettera aperta indirizzata ai tifosi, nella quale affermò che la demolizione del sito procedeva in modo costante e tempestivo e che l'iter burocratico era completo e la fine dei lavori sarebbe stata prevista per la metà del maggio 2022.

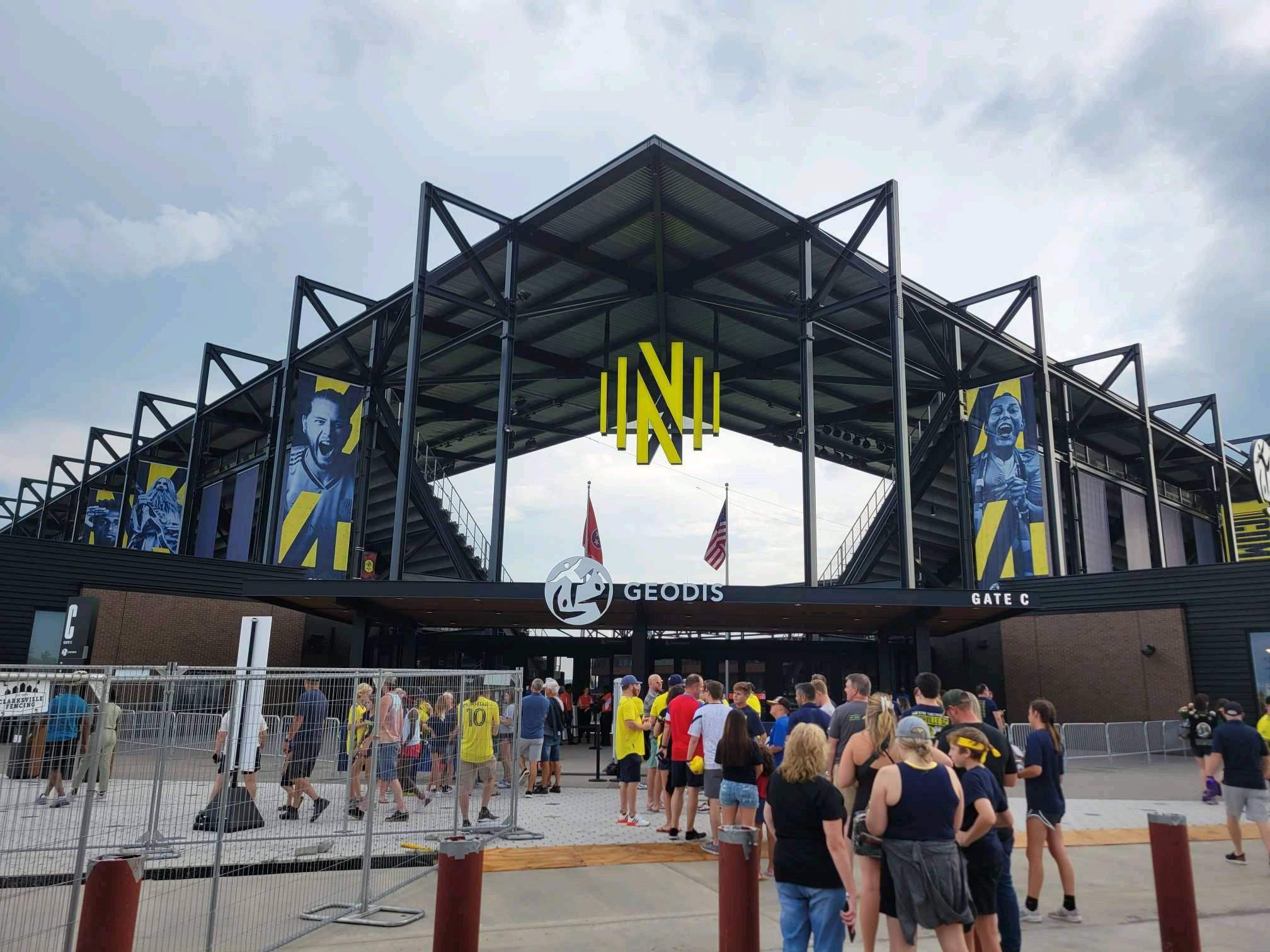
Ingresso C dell'impianto

Il 10 marzo 2022, la società ha annunciato che il nome sarebbe stato cambiato in Geodis Park.
Venne inaugurato il 1º maggio 2022 in occasione della partita casalinga di MLS tra Nashville e Philadelphia Union. Il primo gol in assoluto della MLS segnato al Geodis Park è arrivato nella stessa partita, al 66' da Mikael Uhre, attaccante dei Philadelphia Union, mentre il primo goal del Nashville è stato messo a segno su rigore da Randall Leal, fissando il pareggio finale sull'1-1.

### Nome
Durante lo sviluppo e la costruzione, lo stadio venne identificato con il nome di Nashville SC Stadium e Nashville Fairgrounds Stadium. Il 10 marzo 2022, il Nashville ha raggiunto un accordo sulla cessione dei diritti di denominazione con Geodis, il cui quartier generale nordamericano ha sede nella vicina Brentwood, abbandonando la vecchia denominazione; l'accordo è stato annunciato ufficialmente il giorno successivo. Lo stadio prende così la denominazione di Geodis Park.

## Controversie
Nel novembre 2017, la città Metropolitana di Nashville è stata citata in giudizio da un gruppo chiamato Save Our Fairgrounds sulla base del fatto che la costruzione avrebbe potuto interrompere le attività di corse della Tennessee State Fair, del Nashville Flea Market e del Fairgrounds Speedway. La causa è stata archiviata nel dicembre 2017. L'archiviazione è stata annullata dalla Corte d'appello del Tennessee nel luglio 2019 affinché per affrontare i doveri del Consiglio e la sua capacità di riscuotere tasse sulle attività fieristiche.
Nel gennaio 2019, una seconda causa è stata intentata dalla Tennessee State Fair Association (TSFA), presieduta dal deputato repubblicano John Rose, contro il governo metropolitano di Nashville e la contea di Davidson. Secondo The Tennessean, la causa sosteneva che la costruzione dello stadio non era riuscita a "lasciare spazio e strutture sufficienti per la fiera statale, che è un uso protetto dalla Carta della metropolitana". La causa venne respinta dallo stesso giudice, Ellen Hobbs Lyle, pochi giorni dopo. La TSFA aveva pianificato di portare il caso alla Corte Suprema del Tennessee, ma il 19 febbraio 2019 ha deciso di trovare un accordo extra-giudiziale e sperare in un incontro con il Consiglio Metropolitano.

## Design
Lo stadio è stato progettato dallo studio Populos, una società di Kansas City che aveva progettato anche sedi per altri club della MLS. La struttura può ospitare 30.000 persone, rendendolo il più grande stadio dedicato al calcio tra Stati Uniti e Canada. Comprende sei lounge, due dozzine di box suite e un cancello d'ingresso dedicato per il gruppo di tifosi situato sul lato nord.

## Incontri internazionali

### Maschile

#### Amichevoli internazionali
| Data            | Squadra     | Risultato | Squadra | Evento     | Spettatori |
| --------------- | ----------- | --------- | ------- | ---------- | ---------- |
| 17 ottobre 2023 | Stati Uniti | 4-0       | Ghana   | Amichevole | 18 468     |

### Femminile

#### SheBelieves Cup
SheBelieves Cup 2023
| Data             | Squadra     | Risultato | Squadra  | Evento               | Spettatori |
| ---------------- | ----------- | --------- | -------- | -------------------- | ---------- |
| 19 febbraio 2023 | Stati Uniti | 1-0       | Giappone | SheBelieves Cup 2023 | 25 471     |
| 19 febbraio 2023 | Canada      | 2-0       | Brasile  | SheBelieves Cup 2023 | 6 502      |